# Noor (danseuse)
Pour les articles homonymes, voir Noor.
Noor Talbi (arabe : نور) est une danseuse orientale, actrice, chorégraphe et styliste marocaine, née le 30 octobre 1978 à Casablanca, c'est la première femme transgenre devenue star internationale de danse orientale,.

## Jeunesse
Noor est née dans une fratrie de trois enfants (un grand frère et une grande sœur) d’une famille marocaine, son père était professeur de français, sa mère au foyer. Elle grandit à Hay Mohammadi, un quartier populaire de Casablanca. Sa première vocation est la danse, favorisée par les films égyptiens où apparaissent des danseuses comme Samia Gamal, ou Tahiya Karyouka, figures auxquelles s'identifie Noor durant son adolescence. Noor admire également un danseur comme Bouchaïb El Bidaoui, « qui mettait un caftan, et s’affichait en femme pour danser ». Elle s'engage d'abord dans une carrière d'athlète de haut niveau, tout en s'exerçant à la danse en parallèle. Par la suite, elle se rend en France où elle s'essaie au mannequinat, avant de revenir au Maroc.

## Carrière artistique
Au fil des ans, Noor est devenue une danseuse orientale vedette que la jet set marocaine invite à ses soirées, mariages, et spectacles. En 2001, elle fait une apparition dans le film du réalisateur Nabil Ayouch, Une minute de soleil en moins. La même année, un reportage lui est consacré par la chaîne Arte. Elle a été invitée lors de l’édition 2004 du Festival international du film de Marrakech. Elle est apparue également dans «Marrakech dernière», une émission diffusée le 4 février 2005 sur la chaîne câblée Paris première. En 2009, Noor est « l’invitée vedette » d’un talk-show de la chaîne tunisienne Nessma. Elle participe à la Star Academy Maghreb produite également par Nessma ; très populaire, elle réalise à cette occasion des records d’audience.
Il lui a fallu mener une bataille juridique pendant dix ans pour obtenir une reconnaissance officielle de son changement de genre sur sa carte d'identité,.
Son pseudonyme, Noor signifie « Lumière » en arabe ; c'est un prénom aussi bien masculin que féminin.